# Aeronet
Aeronet (nebo také AE News) je anonymně provozovaný dezinformační web publikovaný v českém jazyce. Šéfredaktor serveru vystupuje pod zkratkou VK jako „Vedoucí kolotoče“. Podle vlastní charakteristiky autorů jde o „nezávislý internetový zpravodajský portál připravovaný českými a slovenskými krajany žijícími v Nizozemsku, Rusku a v USA“, resp. „ústřední server mediálního odboje v České republice“. V jeho obsahu ovšem převažují těžko ověřitelné zprávy a spekulace. Bezpečnostní informační služba označila v roce 2014 ve svých zprávách Aeronet.cz za zdroj nebezpečné ruské propagandy. Ministerstvo vnitra České republiky vede Aeronet.cz na seznamu webových stránek šířících dezinformace. Příspěvky na těchto stránkách jsou většinou nepodepsané a jejich zdroje obvykle anonymní, ale jejich zaměření je většinou jednoznačně proruské. Není zřejmé, kým je tento web financován, k zakrytí financování používá řadu „bílých koní“.
Federace židovských obcí ve své zprávě za rok 2020 označila server Aeronet za jednoho z nejaktivnější propagátorů antisemitských konspirací v souvislosti s epidemii koronaviru. Již před pandemií server publikoval antisemitské konspirace například v souvislosti se střelbou ve Fakultní nemocnici Ostrava.
Dne 25. února 2022 správce národní domény .cz CZ.NIC na doporučení české vlády Aeronet a několik dalších webů v reakci na ruskou invazi na Ukrajinu zablokoval s odvoláním na ohrožení národní bezpečnosti. Dezinformační web byl přesunut na novou doménu, a zaznamenal výrazný pokles návštěvnosti. V květnu 2022, z důvodu uvedení nesprávných údajů o držiteli, správce národní domény CZ.NIC neobnovil provoz stránek, ačkoliv všechny ostatní blokované dezinformační weby odblokoval.

## Pozadí
Podle americké historičky a expertky na Rusko Anne Applebaumové po roce 2000 začalo Rusko, těsně následované Čínou, silně investovat do médií alternativních k tehdejšímu svobodnému tisku. Před ruskou vojenskou angažovaností na Ukrajině v roce 2014 dochází k vysoce efektivnímu zásahu propagandy, rozsévající nejistotu do ruskojazyčných oblastí, a zatemňující – místním i západnímu světu – skutečnou povahu probíhající invaze, okupace a rozdrobení Ukrajiny.
Součástí této strategie je například také ruská státní televize Russia Today, tištěná proruská média ale i online prostředky – „zpravodajské“ a informační portály, trollové.
Slovenský aktivista Juraj Smatana, který se zabývá mapováním proruské propagandy, v únoru 2015 uváděl, že v Česku a na Slovensku působí 42 takto zaměřených webů, mezi které řadil také Aeronet.cz.

## Historie domény
Jak udává původní správce internetové domény aeronet.cz, firma Domain Tools ze Seattlu, byla doména zaregistrována v roce 2001 pravděpodobně za účelem informování o amatérském létání, v průběhu dalšího roku však změnila provozovatele, kterým se stal Lukas Brian Ross z Georgie, a začala anonymně nabízet nelegální software, hudbu a filmy. Od června 2014 přešla doména aeronet.cz pod nového správce Domains by Proxy z Arizony, který svým klientům nabízí také „skrytou identitu“, současný vydavatel je proto anonymní. Po změně správce v roce 2014 začal web vycházet v podobě před zablokováním. A ve stejné podobě vychází i po přesunu na novou doménu.

## Redakce
Server udával korespondenční adresu v Bratislavě, nizozemském Eindhovenu a později v New Yorku. Poslední dvě adresy patří mezi sídlo virtuálních kanceláří.
IP adresa domény je registrována v Bratislavě, kde rovněž není žádná kancelář zpravodajského serveru. Podle reportérů Respektu nikdo nereaguje ani na telefonáty na čísla uváděná na webových stránkách. Kontakt je možný pouze e-mailem s mluvčí webu nebo s Markem Pešlem. Ten se podle vlastních slov se živí jako obchodník.
Analytik think tanku Evropské hodnoty Roman Máca 15. února 2016 v pořadu Reportéři ČT v reportáži nazvané Bludiště českého internetu uvedl, že „osoby kolem Aeronetu můžeme považovat opravdu za špičkové odborníky, co se týče tvorby dezinformačních kampaní. A samozřejmě také ví, co dělají, a patřičně skrývají svou identitu.“
Novináři České televize a týdeníku Respekt v březnu 2020 publikovali výsledky pátrání, které je vedlo k osobě Marka Pešla, který podle nich měl za provozem Aeronetu stát. Ten to v reportáži popřel. Díky technické chybě byl odhalen účet používaný k správě stránky Aeronet na Facebooku – Dylan Taylor, což je jméno Markem Pešlem v minulosti již využívané. Marek Pešl je jako provozovatel Aeronetu uveden i ve výroční zprávě o stavu české dezinformační scény, vydané v roce 2021. Redaktor Aeronetu "Vedoucí kolotoče" popřel informace od ČT, že web vydělává 2 miliony ročně na příspěvcích čtenářů. Částka je podle něj nižší. Také popřel, že jeho identita je Marek Pešl (jako důkaz označil jinou intonaci hlasu a nápadně pražský dialekt). Vedoucí kolotoče v roce 2022 dle jeho informací pobývá v Německu.
K anonymitě web vybízel další zájemce o přispívání do zpravodajství. Pouze menšina příspěvků byla podepsaná. Jedním z neanonymních přispěvatelů byl např. člen okresního výboru KSČM v Domažlicích Petr Cvalín, který rovněž komunikoval s redakcí pouze elektronicky.
Kritériem pro publikaci příspěvků byla podle redakce „vlastní autentická tvorba“ nebo překlady do češtiny. Publikování bylo bez nároku na honorář.

## Kauzy
Většinu uveřejňovaných zpráv nelze nijak ověřit, často se jedná o spekulace a těžko ověřitelné zprávy popisující události z prokremelského pohledu. Anonymně byl publikován například článek o protestu Chci si s vámi promluvit, pane prezidente proti prezidentu Zemanovi z roku 2014, ve kterém se tvrdilo, že šlo o podvratnou akci pražské ambasády USA. Podle Respektu vedlo přejímání této informace dalšími médii až ke konfliktům v diplomatických kruzích, kdy americká ambasáda musela vysvětlovat, že žádné protesty neorganizovala.
Aeronet.cz publikoval například také nepravdivou informaci o přítomnosti 2 200 vojáků NATO v děbalcevském kotli na frontové linii rusko-ukrajinském konfliktu, kterou ve stejné době šířil také český komunistický europoslanec Miloslav Ransdorf.
V říjnu 2017 Aeronet.cz po podpisu memoranda mezi Ministerstvem průmyslu a obchodu ČR a společností EMH o těžbě lithia na Cínovci publikoval zprávu, že podpis onoho memoranda má přinést zisk vládnoucí ČSSD. Zprávu pak převzaly Parlamentní listy a volební týmy Tomia Okamury a hnutí ANO a na základě tohoto tvrzení, publikovaného bez důkazů, byla 16. října 2017 svolána mimořádná schůze Poslanecké sněmovny Parlamentu České republiky. Tzv. „Kauza lithium“ se pak promítla i do výsledků parlamentních voleb.
Na počátku roku 2018 před prezidentskými volbami Aeronet zveřejnil zprávu, že George Soros a Karel Schwarzenberg shromažďují na účtě v UniCredit Bank finanční prostředky, určené na podporu protikandidátů Miloše Zemana. Zmíněné osoby i banka označily toto tvrzení za výmysl.
Zpráva o extremismu ministerstva vnitra za 1. čtvrtletí roku 2015 uváděla Aeronet jako jeden z „rádoby zpravodajských portálů“, jejichž dlouhodobé působení mělo podstatný vliv na výskyt obrovského množství dezinformací v souvislosti s tzv. dragounskou jízdou amerických jednotek přes české území, a to s úmyslem aktivního ovlivňování veřejného mínění. Tyto dezinformace byly podle zprávy dále šířeny na sociálních sítích a bylo na ně poukazováno také seriózními médii nebo regionálními politiky. Zpráva o extremismu za 3. čtvrtletí téhož roku pak uváděla Aeronet jako jeden z ústředních „alternativních zpravodajských webů“ výrazně reflektujících téma protiislámských a protimigrantských nálad v souvislosti s evropskou migrační krizí, publikujících různé nadnesené statistiky, zdůrazňujících problematické aspekty apod. se zjevným cílem „šířit a vyvolávat strach a paniku ve společnosti“, a to ve shodě s krajně pravicovými a populistickými subjekty.
Po vyloučení poslance Lubomíra Volného z hnutí Svoboda a přímá demokracie (SPD) server zveřejnil několik kritických článků na adresu SPD a informace o rozporech volebního lídra Ivana Davida se zbytkem hnutí. Dne 25. března 2019 pak přední představitelé SPD na sociálních sítích slovně zaútočili na Aeronet, že „slouží nadnárodním globalistickým elitám“, obvinili jej ze lží a smyšlených výroků, z „rozkládání vlasteneckého hnutí“. Poukázali přitom také na jeho anonymitu a apelovali, že by „vlastenci neměli jeho provokacím věřit“. Informoval o tom i proruský dezinformační server Sputnik. Server Aeronet se proti osočení ohradil, výroky označil za „bláboly a lži“, autor dále uvedl, že mu „není jedno, co se děje v SPD, protože SPD v roce 2017 získala mandát od alternativy, od nás a od dalších serverů, od našich čtenářů a SPD teď provádí procesy odchodu od alternativy směrem k evropskému neoliberalismu.“ A dále dodal: „Ty hlasy patří alternativnímu hnutí v ČR, v jehož čele stojí Aeronet už s více než 4 miliony čtenářů měsíčně.“ Vedení SPD obvinil, že likviduje své úspěšné regionální buňky, zatímco na kandidátky dosazuje zednáře a rotariány. Ke konfliktům mezi Aeronetem a SPD pak docházelo opakovaně, v lednu 2020 kvůli zákonu o domobranách, v červnu 2020 kvůli zřízení stálé komise pro hybridní hrozby na půdě Poslanecké sněmovny.